# Ghetto di Łódź
Il ghetto di Łódź (o ghetto di Litzmannstadt), con oltre 200000 abitanti, è stato per grandezza il secondo tra i ghetti nazisti istituiti dal Terzo Reich in Polonia, dopo quello di Varsavia. Situato nella città di Łódź ed inizialmente inteso come un campo solo temporaneo di raccolta per ebrei, il ghetto venne trasformato in un importante centro industriale a basso costo di manodopera per la Germania nazista ed in special modo per l'esercito tedesco. La popolazione del ghetto fu progressivamente ridotta dalle disumane condizioni di vita e di lavoro e dall'invio di decine e decine di migliaia di bambini e anziani nei campi di sterminio. A causa dell'elevata produttività il ghetto riuscì tuttavia a sopravvivere fino all'agosto 1944 quando la popolazione rimasta (72000 persone) venne deportata e uccisa ad Auschwitz. Fu l'ultimo ghetto polacco ad essere liquidato. Solo poche migliaia furono i sopravvissuti.
A differenza di altri ghetti nazisti, esiste un'abbondante documentazione relativa al ghetto di Łódź, inclusa una cronaca dettagliata semi-ufficiale redatta giorno per giorno dal 12 gennaio 1941 al 30 luglio 1944 a cura del Consiglio ebraico del Ghetto, oltre a diari di testimoni come quello di Dawid Sierakowiak e a migliaia di fotografie del ghetto scattate clandestinamente dai fotografi Henryk Ross e Mendel Grossman.

## Fondazione del ghetto
Le forze tedesche di occupazione entrarono a Łódź il 9 settembre 1939, festosamente accolte dalla popolazione di origine tedesca. La città contava allora 672000 abitanti dei quali circa un terzo (223000) erano ebrei. Łódź, rinominata dai tedeschi Litzmannstadt «dal nome del generale Karl von Litzmann, un sostenitore di Hitler e comandante dell'esercito tedesco durante la cosiddetta battaglia di Lodz nel 1914», venne direttamente annessa al Reichsgau Wartheland entrando così a far parte della Grande Germania. Come parte del Reich la città sarebbe dovuta essere sottoposta ad un rapido processo di "arianizzazione": la popolazione di origine ebraica doveva essere espulsa verso il Governatorato Generale mentre quella polacca doveva essere drasticamente ridotta e trasformata in manodopera schiava al servizio dell'industria tedesca.
Con l'arrivo delle truppe tedesche, più di 70000 ebrei lasciarono Łódź per rifugiarsi in altre città o nei territori occupati dell'Unione Sovietica. Ne rimanevano comunque in città più di 150000.
Le grandi sinagoghe monumentali della città furono le prime ad essere distrutte già nel novembre 1939. La prima menzione per la fondazione di un ghetto apparve in un ordine del nuovo governatore nazista Friedrich Übelhör datato 10 dicembre 1939 che parlava della creazione di una zona di raccolta temporanea per gli ebrei locali al fine di semplificare le operazioni di deportazione. Entro il 1º ottobre 1940 la deportazione avrebbe dovuto essere completata e la città avrebbe dovuto essere dichiarata Judenrein (libera da ebrei).. I progetti per una rapida degiudaizzazione della città si rivelarono però ben presto impraticabili, per i problemi pratici e logistici che la rilocazione di un numero così ampio di persone avrebbe comportato.
La fondazione del ghetto fu preceduta da una serie di misure anti-ebraiche (ed in parte anche anti-polacche), attraverso le quali gli ebrei vennero spogliati dei loro beni e obbligati ad indossare la stella di Davide su di un bracciale giallo che permetteva una loro semplice identificazione. Durante l'invasione molti ebrei, specialmente della classe politica ed intellettuale, erano fuggiti verso il Governatorato Generale o ancora più ad est, verso le zone della Polonia occupate dall'Unione Sovietica. L'8 febbraio 1940 fu dato ordine agli ebrei di risiedere solo in alcune specifiche vie nella città vecchia di Łódź e dell'adiacente quartiere di Baluty, aree che successivamente divennero i limiti del ghetto. Un pogrom istigato dalle forze di occupazione avvenuto il 1º marzo, durante il quale circa 350 ebrei vennero uccisi, velocizzò il reinsediamento nelle zone "concesse" nella speranza di un miglior trattamento. Nei due mesi successivi attorno al ghetto venne eretta una barriera di travi di legno e filo spinato in maniera da isolarlo completamente dal resto della città. Il 1º maggio 1940 gli ebrei vennero ufficialmente rinchiusi nel ghetto.

## Demografia

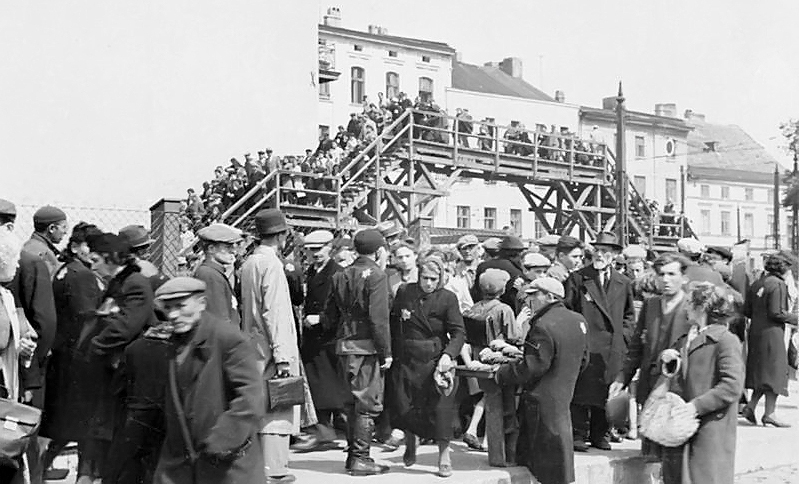
Un'immagine del ghetto di Łódź

Secondo i dati ufficiali del censimento effettuato il 12 giugno 1940, il ghetto contava inizialmente 160320 persone: ai 153849 residenti a Łódź si erano aggiunti 6,471 ebrei dai villaggi della provincia.
Nei mesi e negli anni successivi la popolazione del ghetto crebbe ulteriormente in conseguenza dell'arrivo di circa altre 45000 persone. Si trattava in primo luogo di 19722 ebrei deportate tra il 17 ottobre e il 4 novembre 1941 dall'Europa centrale: da Germania, Austria, Lussemburgo, e dal Protettorato di Boemia e Moravia, principalmente dal campo di concentramento di Theresienstadt.
Tra il 5 e il 9 novembre 1941, arrivarono a Łódź 5007 rom dal confine austro-ungherese, di cui 2689 bambini. Ai rom fu riservata una speciale sezione all'interno del ghetto.
Tra il 7 dicembre 1941 e il 28 agosto 1942 giunsero altri 17826 ebrei dai tanti piccoli ghetti della regione che furono progressivamente smantellati.
Infine, dal dicembre 1942 entrò in funzione anche il campo di concentramento per bambini polacchi di Łódź (il cosiddetto Kinder-KZ Litzmannstadt o campo di via Przemysłowa) che raccolse bambini polacchi non-ebrei, tra gli 8 e i 16 anni, orfani o i cui genitori erano in prigione, oppure abbandonati, o arrestati per piccoli crimini. Vi transiteranno alcune migliaia di bambini. Saranno internati anche altre categorie di prigionieri come Testimoni di Geova, Prigionieri di Guerra (anche Italiani), ecc.
Furono dunque oltre 200000 le persone che risiedettero all'interno dei confini del ghetto di Łódź durante gli anni della sua esistenza.

## Condizioni di vita

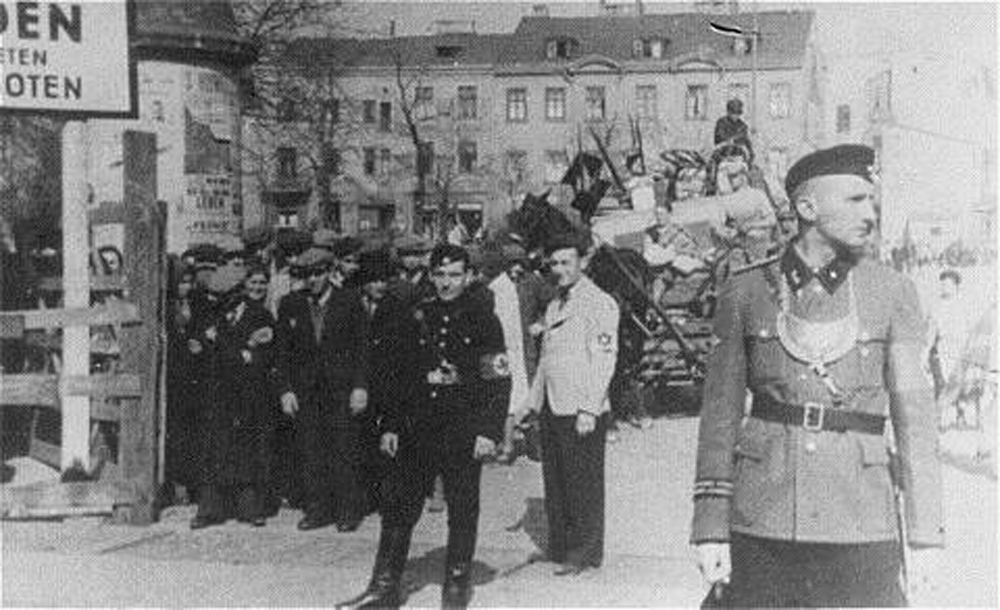
Polizia tedesca ed ebraica a guardia dell'entrata del ghetto

Le condizioni di vita nel ghetto erano durissime. Per assicurarsi che non fosse possibile nessun contatto tra la popolazione ebrea e quella polacca i tedeschi adibirono al servizio di ronda attorno al ghetto due speciali unità di polizia. Ogni ebreo trovato all'esterno del ghetto poteva, per legge, essere ucciso a vista. Il 10 maggio 1940 vennero emanati ulteriori ordini tesi ad interrompere ogni forma di commercio tra ebrei e non-ebrei con severissime pene in caso di trasgressione.
Negli altri ghetti in Polonia un'economia sotterranea basata sul contrabbando di alimenti e merci ebbe modo di fiorire rendendo meno duro l'isolamento del ghetto con il mondo esterno; a Łódź, a causa dei severi controlli, questo fu virtualmente impossibile e gli ebrei dovettero basarsi per la loro sussistenza esclusivamente sulle autorità tedesche dalle quali dipendevano per cibo, medicine e per tutti i rifornimenti essenziali. Per inasprire ulteriormente la situazione l'unica moneta legale del ghetto era uno speciale "buono" per il ghetto e non aveva, quindi, corso legale nel resto della città. Trovandosi in condizioni disperate, gli ebrei affamati cambiarono i loro ultimi valori con questo "buono", velocizzando così il processo di spoliazione totale dei loro beni.
Le malattie erano un altro grave problema con il quale gli abitanti del ghetto dovettero quotidianamente confrontarsi. I rifornimenti di medicinali erano ampiamente insufficienti ed il ghetto decisamente sovrappopolato. L'intera popolazione era racchiusa in una superficie di appena 4 chilometri quadrati di cui solo 2,4 di abitazioni e quindi abitabili. Inoltre le scorte di combustibile per riscaldamento erano minime e gli abitanti si videro costretti a bruciare di tutto per sopravvivere ai freddi inverni polacchi. Le statistiche ufficiali compilate dallo Judenrat sono impressionanti, mostrano che oltre 45000 ebrei morirono di stenti nel ghetto (per fame, freddo, malattie, maltrattamenti ed esecuzioni sommarie): 8475 nel 1940, 11456 nel 1941, 18046 nel 1942, 4573 nel 1943, e 2778 nel 1944. Ad essi si aggiungono 719 rom e 136 bambini polacchi, che perirono nei campi annessi al ghetto ebraico.

## Chaim Rumkowski ed il Consiglio ebraico

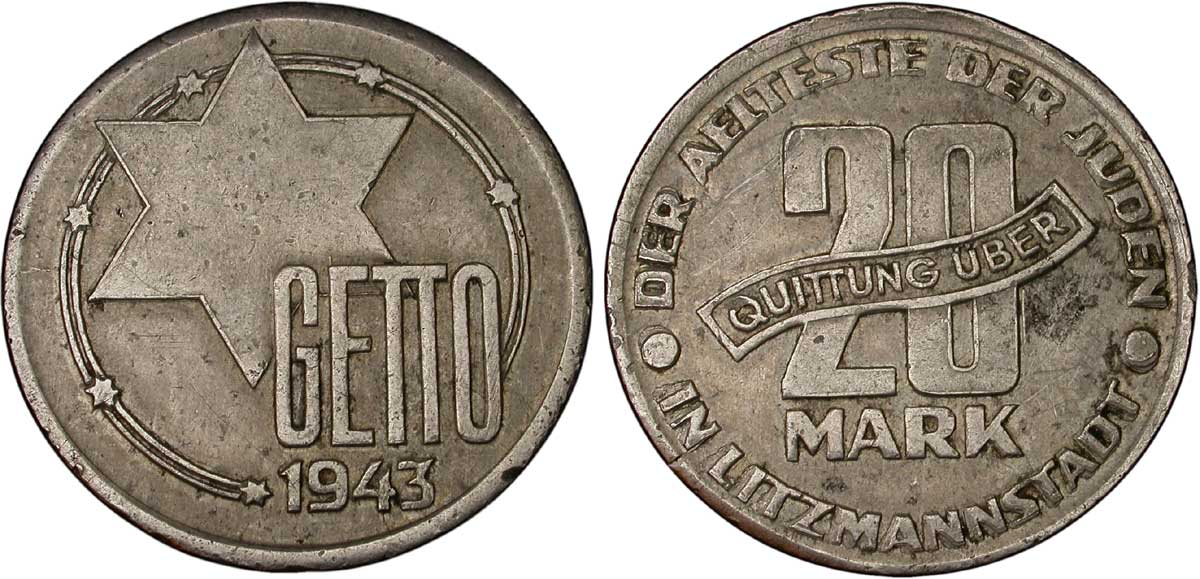
Moneta in corso nel ghetto di Łódź

Per organizzare la popolazione locale fu stabilito anche all'interno del ghetto di Łódź un Judenrat (consiglio ebraico) e un reparto di polizia ebraica con il compito di eseguire gli ordini delle autorità tedesche e vigilare su eventuali fughe. Il Judenälteste, presidente del Judenrat, Mordechai Chaim Rumkowski è ancora oggi considerato una delle figure più controverse dell'Olocausto a causa del suo comportamento verso i suoi stessi correligionari.
Soprannominato beffardamente "re Chaim" dagli ebrei, egli ottenne dalle autorità tedesche un potere mai concesso prima ad un ebreo. Le autorità lo autorizzarono a "prendere ogni necessaria misura" per mantenere l'ordine all'interno del ghetto.
Anche se formalmente subordinato all'ufficiale tedesco Hans Biebow, Rumkowski esercitò un assoluto potere dittatoriale all'interno del ghetto e lo trasformò in un enorme complesso industriale al servizio della Germania. Convinto che la produttività ebraica avrebbe salvato le loro vite impose alla popolazione 12 ore di lavoro giornaliero in terribili condizioni producendo divise, oggetti in legno, carpenteria e materiale elettrico per la Wehrmacht tedesca. Entro il 1943 oltre il 95% della popolazione adulta era impiegato all'interno di 117 laboratori ed industrie, che come si vantò Rumkowski con il sindaco di Łódź erano "una vera miniera d'oro". In effetti a causa dell'estrema produttività il ghetto di Łódź sopravvisse più a lungo di ogni altro ghetto in Polonia.
Sotto il dominio di Rumkowski si stabilì un minimo di eguaglianza tra tutte le persone che risiedevano nel ghetto. Il cibo era distribuito in egual misura a tutti e, in maniera spesso sotterranea, proseguirono attività educative e culturali. Nonostante questo, le condizioni del ghetto rimasero molto dure e la popolazione era totalmente dipendente dalle autorità tedesche per i rifornimenti. L'insoddisfazione nei confronti di Rumkowski portò ad una serie di scioperi nelle fabbriche che venivano contrastati con l'intervento della polizia ebraica del ghetto, anche se in almeno un caso Rumkowski chiamò in aiuto la polizia tedesca. Gli scioperi venivano normalmente puniti con l'ulteriore riduzione delle razioni di cibo.

## Le deportazioni

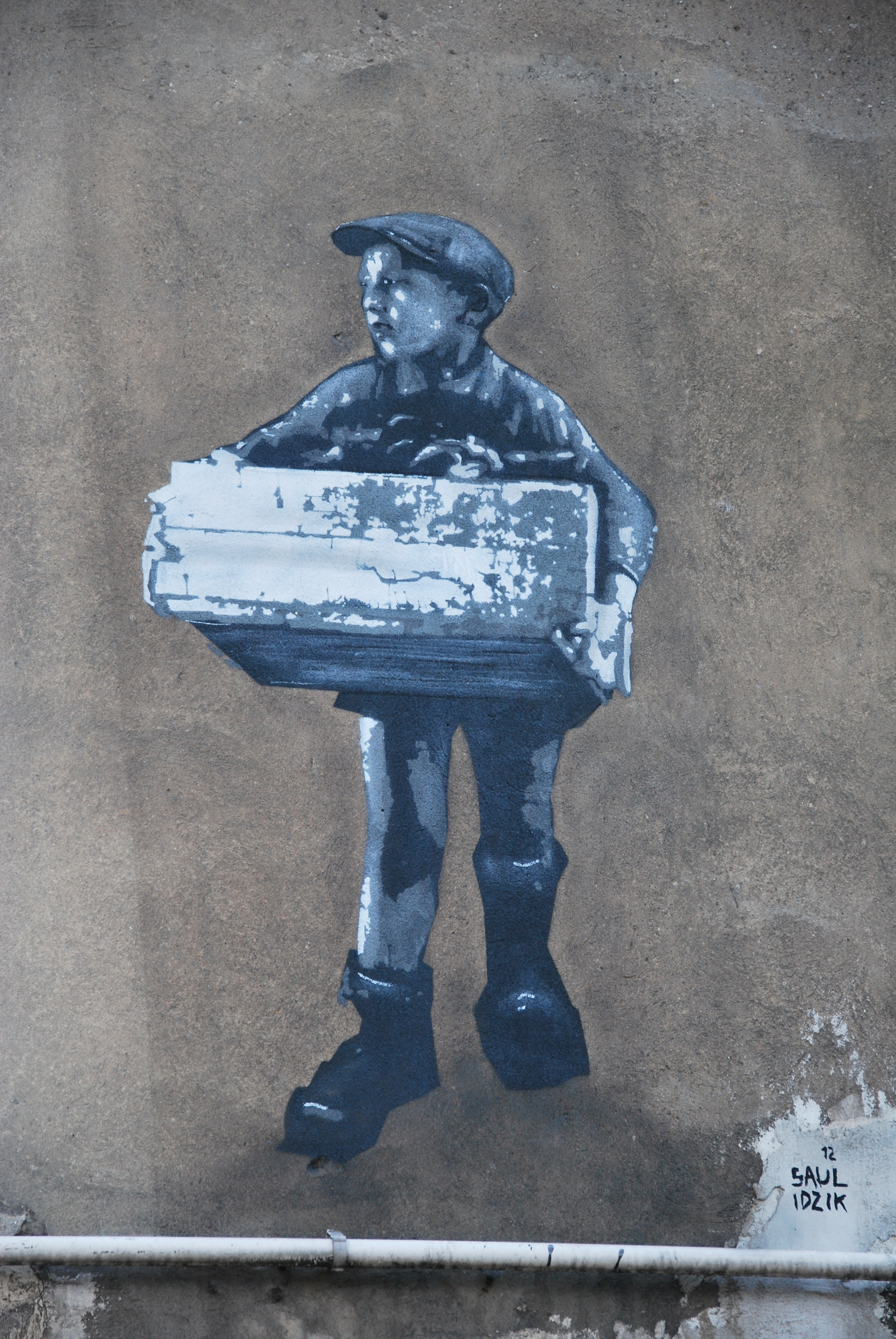
Murales in memoria dei bambini di Łódź deportati nel settembre 1942

Il 20 dicembre 1941 le autorità tedesche ordinarono a Rumkowski di selezionare 20000 abitanti per la deportazione scelti dallo Judenrat, attraverso una speciale commissione, tra i criminali, i "lavativi" e coloro che avevano lucrato sui nuovi arrivati del ghetto. La destinazione era per tutti il campo di sterminio di Chełmno, il primo ad essere creato nel contesto dell'Operazione Reinhard, dove i deportati furono uccisi con esalazioni di monossido di carbonio all'interno di speciali autocarri (le camere a gas non erano ancora state costruite). Il campo rom (i cui abitanti, decimati dalle malattie, si erano ridotti a circa 4300 persone) fu il primo ad essere liquidato tra il 5 e il 12 gennaio 1942. Tra il 16 e il 19 gennaio 1942 fu la volta di un primo contingente di 10003 ebrei. Altre massicce deportazioni seguirono nel febbraio-aprile 1942 (34073 persone) e nel maggio dello stesso anno (10914 persone). Tutti i deportati subirono la stessa sorte nel campo di sterminio di Chełmno.
Con l'estate era ormai noto agli ebrei di Łódź quale fosse in realtà la sorte dei deportati. Così, quando nel settembre le autorità tedesche chiesero un ulteriore invio di 15000 persone non necessarie alla produzione, la notizia causò un comprensibile sgomento all'interno del ghetto. Si scatenò un acceso dibattito per decidere chi sarebbe dovuto partire; Rumkowski, dopo aver esaminato le diverse opzioni, rimase sempre più convinto che l'unica speranza di sopravvivenza fosse il mantenere un'elevata produttività per il Reich e di conseguenza, il 4 settembre 1942, indirizzò il seguente discorso agli abitanti del ghetto:
"Un atroce colpo si è abbattuto sul ghetto. Ci viene chiesto di consegnare quello che di più prezioso possediamo - gli anziani ed i bambini. Sono stato giudicato indegno di avere un figlio mio e per questo ho dedicato i migliori anni della mia vita ai bambini. Ho vissuto e respirato con i bambini e mai avrei immaginato che sarei stato obbligato a compiere questo sacrificio portandoli all'altare con le mie stesse mani. Nella mia vecchiaia, stendo le mie mani ed imploro: Fratelli e sorelle! Passatemeli! Padri e madri! Datemi i vostri figli!"
Malgrado l'orrore che questo intento provocò, 15681 bambini (sotto i 10 anni) e anziani furono selezionati per la "deportazione" nella speranza che questo sacrificio sarebbe valso a salvare almeno parte degli ebrei rimasti. La decisione che dannò Rumkowski sui libri di storia, sembrò sul momento avere successo: le deportazioni cessarono dopo la consegna dei bambini e degli anziani e, agli inizi del 1944, il ghetto di Łódź, con i suoi 80000 abitanti poteva considerarsi il più grosso concentramento di ebrei di tutta l'Europa orientale. In verità il ghetto venne trasformato in un immenso campo di lavoro dove la sopravvivenza dipendeva esclusivamente dalla capacità lavorativa. Scuole ed ospedali vennero chiusi e vennero aperte nuove fabbriche di armamenti.

## La liquidazione del ghetto

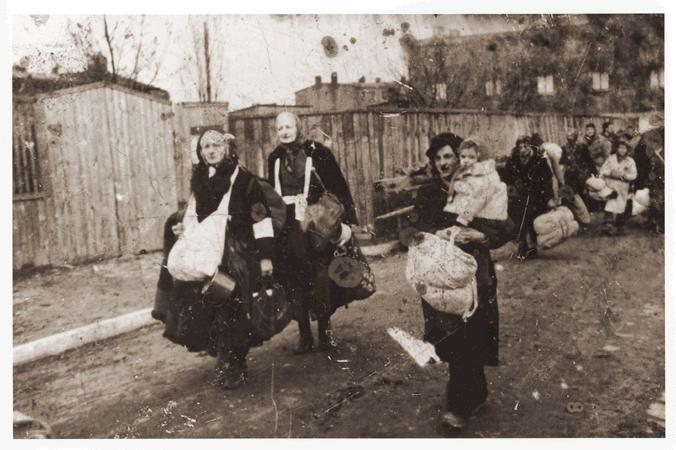
Donne, anziani e bambini di Łódź avviati verso il campo di sterminio di Chełmno

Il destino finale del ghetto di Łódź venne discusso dai più alti gradi della gerarchia nazista fin dal 1943, e sfociò nel 1944 in un'aperta controversia che oppose Heinrich Himmler, comandante delle SS, al Ministro dell'economia bellica, Albert Speer. L'intenzione di Himmler era di liquidare il ghetto trasferendo i lavoratori ancora abili nei campi di lavoro dell'area di Lublino mentre Speer propendeva invece per il mantenimento del ghetto come fonte di produzione a basso costo, utile in un frangente che vedeva la Germania in difficoltà su tutti i fronti di guerra.
Nel maggio 1944, quando la vicinanza delle armate sovietiche faceva sperare in una rapida liberazione, Himmler dette l'ordine di procedere alla liquidazione totale della popolazione rimasta: tra il 23 giugno ed il 14 luglio 1944, 7196 ebrei vennero deportati e uccisi nel campo di sterminio di Chełmno. L'intervento personale di Speer portò il 15 luglio alla sospensione temporanea delle operazioni di sterminio. Lo scoppio della rivolta di Varsavia il 1º agosto convinse tuttavia le autorità tedesche del pericolo di mantenere ancora in vita un ghetto così popoloso. Dal 9 agosto ripresero i trasporti, questa volta con destinazione Auschwitz, con i quali furono deportati gli ultimi 72000 residenti del ghetto. Tra loro, 65000-67000 saranno quelli che troveranno morte immediata nelle camere a gas a Birkenau, incluso Rumkowski e la sua famiglia.
Quando il 29 agosto partì l'ultimo trasporto da Łódź, il ghetto poteva dirsi completamente liquidato. Tra gli ultimi treni ci furono anche alcuni soldati prigionieri di guerra italiani catturati nella zona o insediati dopo l'8 settembre 1943. Gli ultimi treni non giunsero a destinazione perché fermati dall'Armata Rossa. Rimasero in città solo piccoli gruppi di lavoratori impiegati in attività produttive locali. Quando l'Armata Rossa giunse a Łódź il 19 gennaio 1945, vi trovò vivi soltanto 877 ebrei, tra cui 12 bambini, oltre a circa 900 bambini polacchi, il cui campo di prigionia era rimasto l'unico a non essere stato liquidato. Dei 223000 ebrei che vivevano a Łódź prima della seconda guerra mondiale soltanto 10.000-15.000 sopravvissero all'Olocausto, o perché fuggiti prima dell'instaurazione del ghetto o sparsi nei vari campi dove erano stati trasferiti.

## Vittime e superstiti
Se solo alcune migliaia riuscirono a salvarsi tra i 70.000 ebrei di Łódź che avevano lasciato la città prima dell'istituzione del ghetto, le percentuali di sopravvivenza tra le oltre 200.000 persone che vissero l'esperienza del ghetto furono ancora minori. In totale le vittime furono circa 190.000. Di queste, oltre 45.000 persone morirono di stenti nel ghetto. Quasi nessuno dei 78.000 ebrei e 4.300 rom deportati a Chelmno sopravvisse; forse 5.000-7.000 tra i 72.000 deportati ad Auschwitz. Meno di un migliaio furono i sopravvissuti a Łódź. L'elenco riporta solo alcuni dei nomi più degni di nota tra le vittime e i sopravvissuti.

### Vittime
- Józef Ab (1863-1941), educatore. Morto al ghetto, vittima di un'esecuzione sommaria.
- David Beigelman (1887–1945), compositore. Deportato, muore a Auschwitz.
- Wincenty Brauner (1887-1944), pittore e scenografo. Deportato, muore a Auschwitz.
- Abram Cytryn (1927-1944), autore di un diario dal ghetto. Deportato, muore a Auschwitz.
- Dawid Daniuszewski (1885–1944), giocatore di scacchi. Morto al ghetto.
- Max Fenichel (1885-1941), fotografo austriaco. Morto al ghetto.
- Henriette Gottlieb (1884-1942), soprano. Morta al ghetto.
- Mendel Grossman (1913-1945), fotografo. Deportato, muore nel corso di una marcia della morte.
- Georg John (1879-1941), attore teatrale e cinematografico. Morto al ghetto.
- Paul Kornfeld (1889-1942), drammaturgo. Morto al ghetto.
- Rywka Lipszyc (1929-1945), autrice di un diario dal ghetto. Deportata, muore in ospedale, nei mesi successivi alla liberazione.
- Oskar Rosenfeld (1884-1944), scrittore, autore di un diario dal ghetto. Deportato, muore a Auschwitz.
- Chaim Rumkowski (1877-1944), capo del Consiglio ebraico del ghetto. Deportato, muore ad Auschwitz.
- Maurycy Trębacz (1861-1941), pittore. Morto al ghetto.
- Chaim Widawski (1906-1944), leader sionista e membro della resistenza. Morto suicida al ghetto.
- Dawid Sierakowiak (1924-1943), autore di un diaro durante l'occupazione. Morì di tubercolosi nel ghetto.

### Superstiti
- Ben Abraham (1924-2015), giornalista. Deportato in vari campi di concentramento.
- Jurek Becker (1937-1997), scrittore, autore nel 1969 del romanzo Jakob il bugiardo (Jakob der Lügner). Deportato in vari campi di concentramento.
- Ida Braunerówna (1892-1949), artista. Deportata a Auschwitz.
- Sonja Bullaty (1923-2000), fotografa. Deportata in vari campi di concentramento.
- Abraham Cykiert (1926-2009), scrittore, giornalista. Deportato in vari campi di concentramento. Liberato a Buchenwald.
- Lucjan Dobroszycki (1925-1995), storico. Deportato a Auschwitz e altri campi di concentramento.
- Lucille Eichengreen (n.1925), scrittrice. Deportato a Auschwitz e altri campi.
- Noach Flug (1925-2011), economista. Deportato in vari campi di concentramento.
- Heda Margolius Kovály (1919-2010), scrittrice. Deportata.
- Rudolf Margolius (1913-1952), politico. Deportato a Auschwitz e Dachau.
- Henry Morgentaler (1923-2013), medico. Deportato a Auschwitz e Dachau.
- Jacob Rosenberg (1922-2008), poeta. Deportato a Auschwitz e altri campi.
- Chava Rosenfarb (1923-2011), scrittrice. Deportata a Auschwitz e altri campi.
- Henryk Ross (1910-1991), fotografo, autore di oltre 6000 fotografie dal ghetto. Sopravvive a Łódź con le ultime squadre di lavoratori addetti alla ripulitura del ghetto.
- Ruth Minsky Sender (n.1926), scrittrice. Deportata ad Auschwitz e altri campi.
- Szymon Srebrnik (1930-2006), unico sopravvissuto del ghetto di Łódź dal campo di sterminio di Chełmno. Uno dei testimoni-chiave nei processi del dopoguerra.
- Alina Szapocznikow (1926-1973), scultrice. Deportata a Auschwitz e altri campi.
- Jack Tramiel (1928-2012), imprenditore e fondatore della Commodore International. Deportato a Auschwitz e altri campi.
- Julian Wajnberg (1890-1950), ingegnere elettrico e membro del Consiglio ebraico del ghetto. Tra i pochissimi ad essere riuscito a sopravvivere nascosto all'interno del ghetto.
- Leon Weintraub (n.1926), medico. Deportato a Auschwitz e altri campi.
- Sara Zyskind (1927-1995), scrittrice. Deportata a Auschwitz e altri campi.

## La memoria

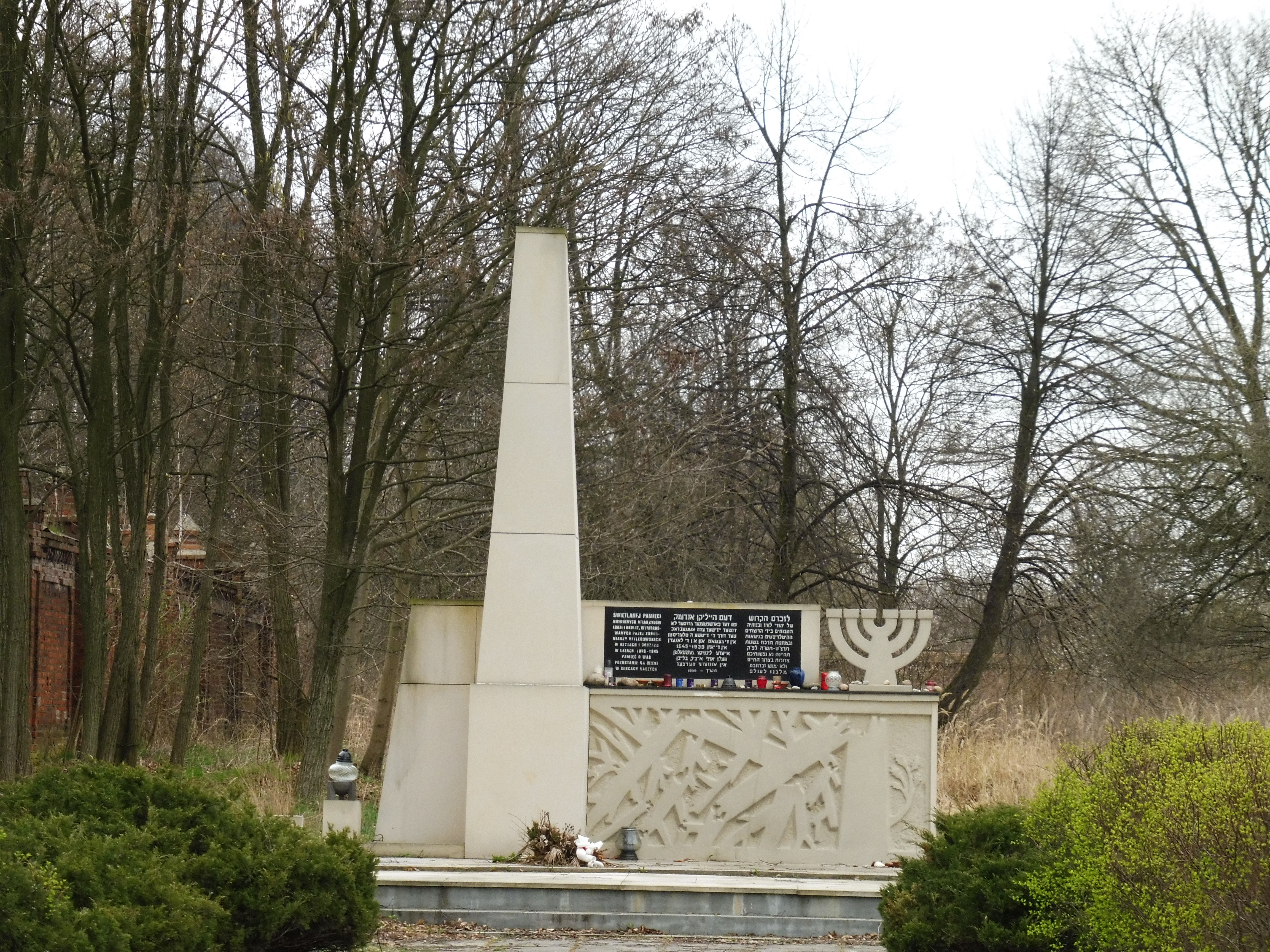
Il monumento del 1956

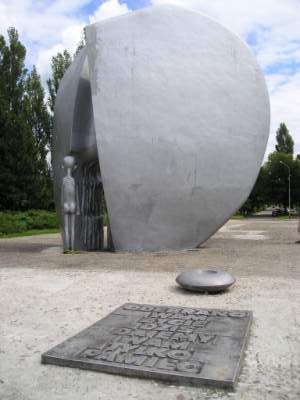
Monumento del 1971 in memoria dei bambini polacchi del campo di via Przemysłowa

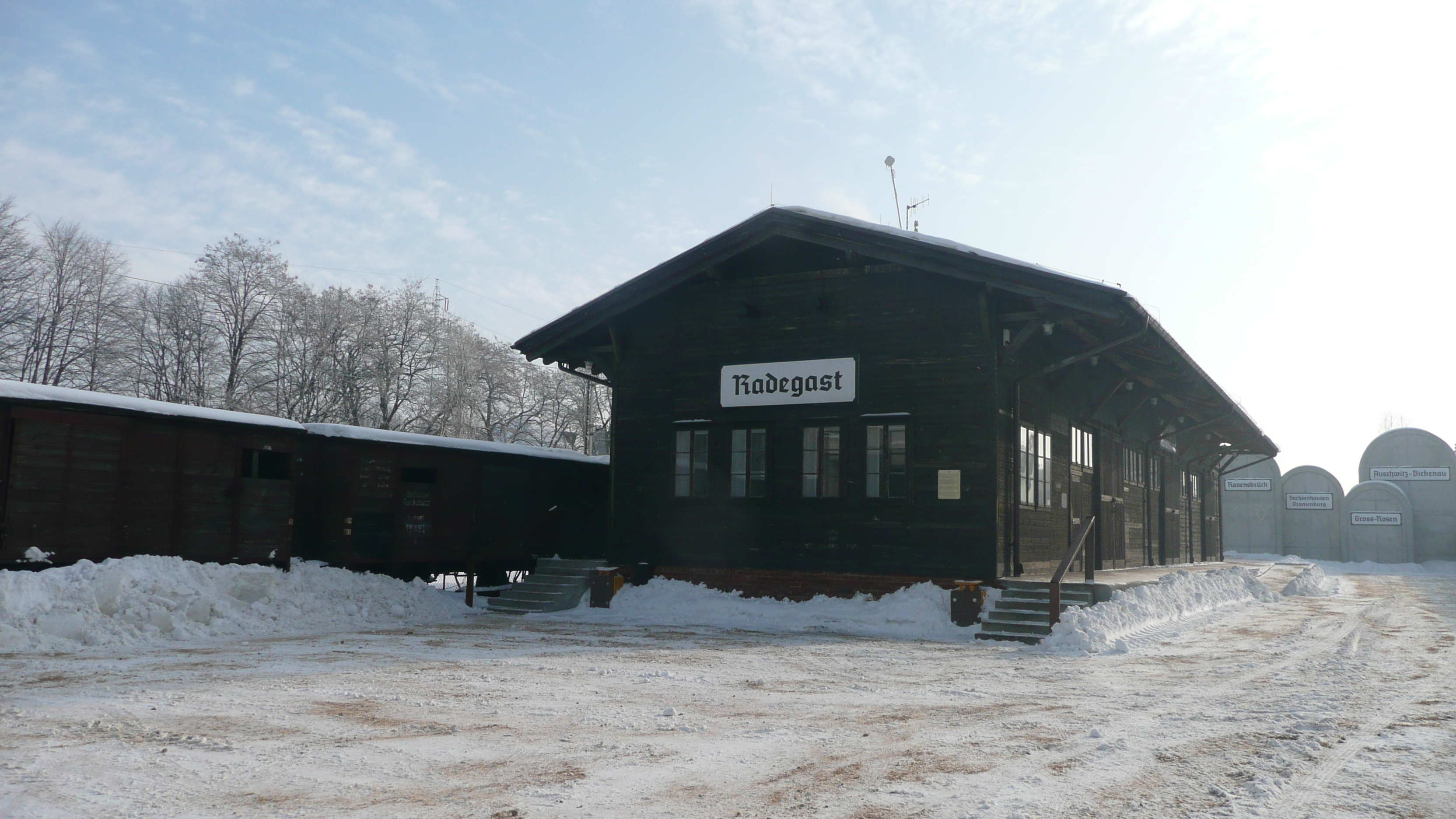
L'edificio della ex-stazione con i treni dei deportati (2005)

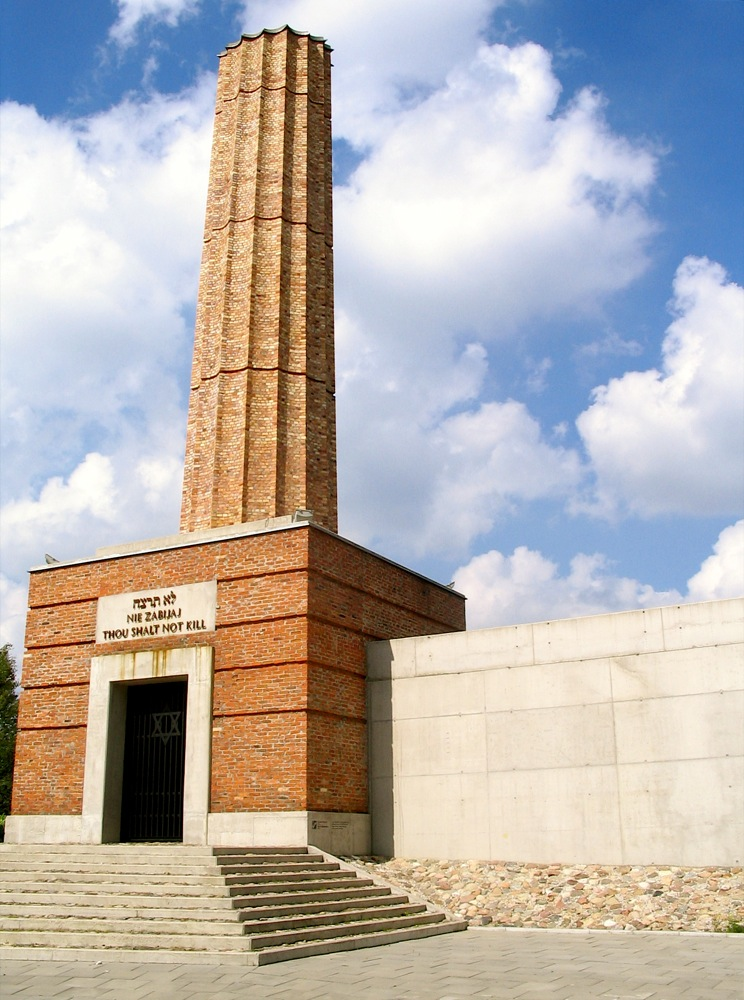
Il monumento alle vittime (2005)

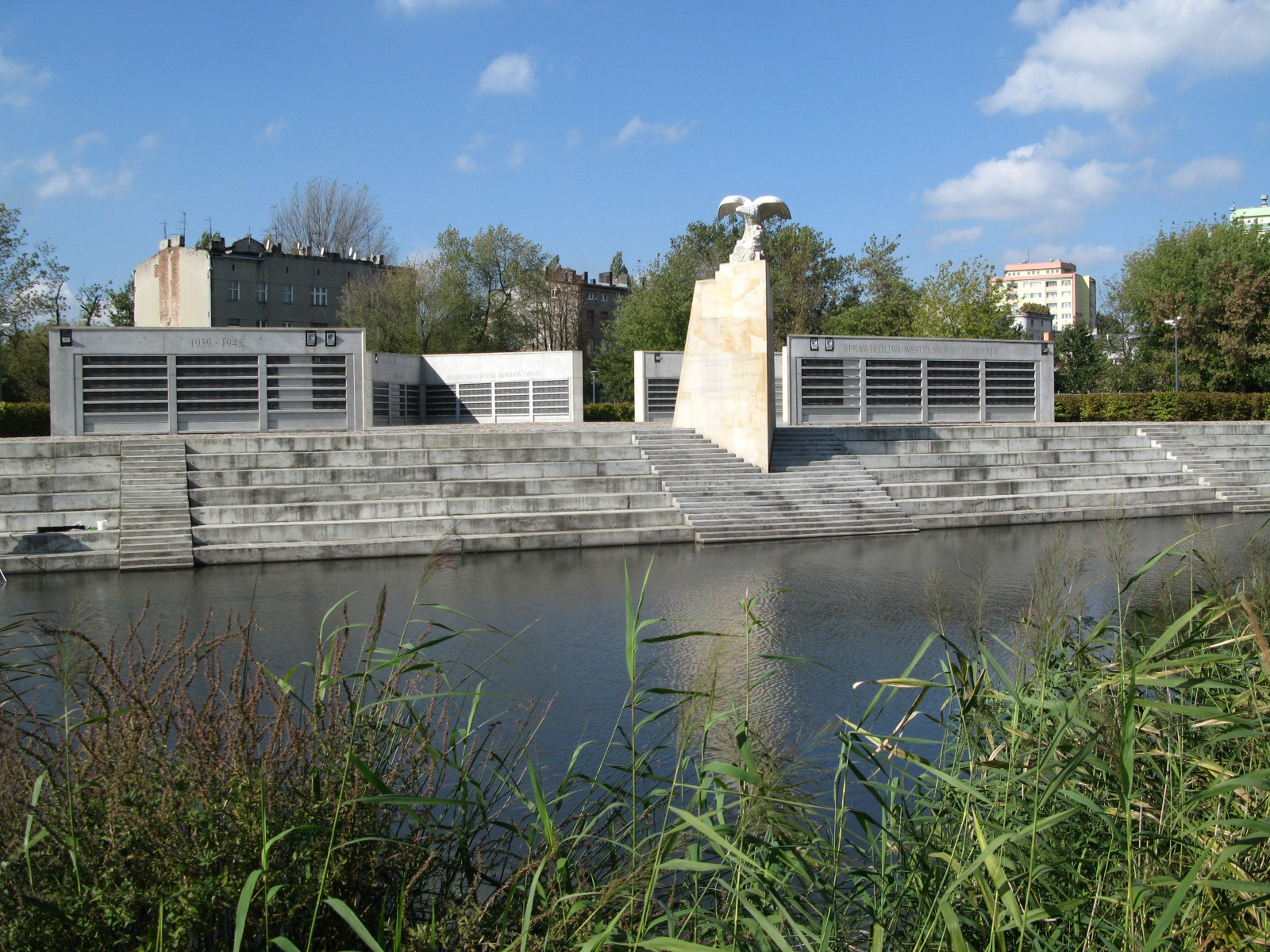
Il monumento che celebra i giusti tra le nazioni polacchi (2009)

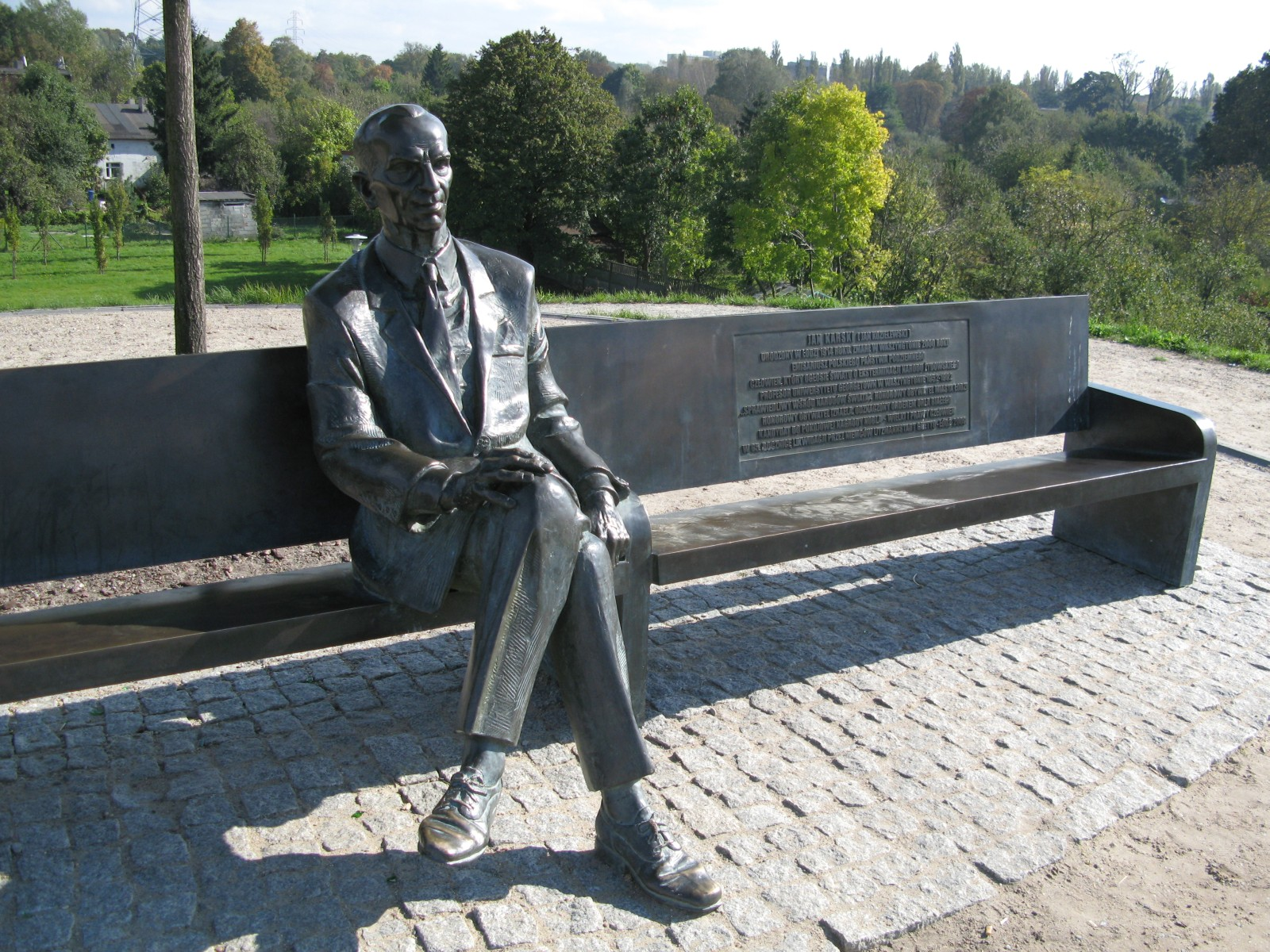
la statua di Jan Karski (2009)

Per decenni non si prestò molta attenzione alla memoria del ghetto di Lodz. Solo un piccolo monumento fu eretto nel 1956 nel cimitero ebraico di Łódź in ricordo dalle vittime del ghetto e dei campi di sterminio. Presenta un obelisco levigato, una menorah e una quercia spezzata a bassorilievo con foglie che spuntano dall'albero (a simboleggiare la morte, in particolare la morte in giovane età).
Il 9 maggio 1971 il "monumento del cuore spezzato" fu svelato nel Parco Szare Szeregi per commemorare i bambini polacchi imprigionati e uccisi nel campo di via Przemysłowa. Il monumento è stato ideato da Jadwiga Janus e Ludwik Mackiewicz e raffigura un ragazzo denutrito che si stringe idealmente a un cuore spezzato. C'è uno spazio vuoto della forma di un bambino nel cuore e un'iscrizione che dice: "La vita ti è stata presa ma noi ricordiamo".
Nonostante che l'area del ghetto abbia cambiato completamente volto nel dopoguerra a causa di distruzioni belliche, saccheggi, abbandono, demolizioni e nuove costruzioni di vie e palazzi, rimangono ancora diversi edifici dell'epoca. Nel 1984 fu inaugurata una prima targa su un edificio in via Limanowskiego. Dieci anni dopo, ci fu un simposio e una mostra sulla storia del ghetto. Ma non è stato fino a quasi 60 anni dopo la guerra che Łódź ha commemorato l'annientamento della sua comunità ebraica con la dignità e il rispetto dovuti. Gli eventi del passato hanno iniziato a ricevere attenzione nelle scuole e nelle università. Si sono organizzate numerose mostre, concerti e pubblicazioni. Su vari edifici, che oggi sono inclusi in rigorosi programmi di tutela e preservazione, sono state posti memoriali e targhe commemorative, in quanto vi si trovavano importanti istituzioni, uffici e dipartimenti del ghetto.
Esistono ancora molte delle strutture che compongono il campo rom. Ci sono gli edifici popolari in cui erano alloggiate le persone e un vecchio laboratorio di fabbro dove si trovava l'obitorio. In questa vecchia officina, una targa commemorativa è stata inaugurata il 10 gennaio 2004. L'iscrizione è scritta in polacco, rom e inglese. Questo è uno dei pochi posti che, con assoluta certezza, può testimoniare la tragedia che ha colpito il popolo rom durante la seconda guerra mondiale.
Il più importante memoriale del ghetto di Łódź è stato inaugurato nel 2005, trasformando l'ex-stazione ferroviaria di Radegast (Pol. Radogoszcz) in un museo dell'Olocausto. La stazione, rimasta pressoché intatta dai tempi della guerra fu chiusa e abbandonata negli anni settanta. È in questa stazione che arrivarono al ghetto 45.000 deportati (20.000 ebrei dall'Europa centrale, 20.000 ebrei da altri ghetti della regione, e 5.000 zingari). Ed è da questa stazione ferroviaria partirono i trasporti che condussero circa 150.000 ebrei e 4.300 rom dal ghetto ai campi di sterminio di Chelmno (tra il 16 gennaio 1942 e il 14 luglio 1944) e Auschwitz (tra il 9 e il 29 agosto 1944). Il memoriale include l'edificio originario in legno della stazione, dove un museo è stato allestito con alcune carrozze ferroviarie della Reichsbahn, pietre tombali e targhe commemorative. A completare il complesso museale è un monumento di Czeslaw Bielecki che ricorda nella forma un forno crematorio a simboleggiare la sorte dei deportati nei campi di sterminio.
Nell'agosto 2009 fu infine inaugurato il grandioso parco memoriale che celebra i giusti tra le nazioni polacchi che a rischio della loro vita salvarono dalla morte decine e decine di ebrei della città di Łódź. Una enorme struttura a forma di stella di David porta incisi sulle pareti i nomi dei "giusti" e versi del Vangelo e del Talmud in polacco, ebraico e inglese. Su una punta della stella si erge su un alto piedistallo l'aquila polacca, mentre all'altro estremo del parco su una collinetta artificiale è collocata su una panchina la statua a grandezza naturale di Jan Karski, polacco di Łódź, membro della resistenza e uno dei primi a denunciare all'opinione pubblica mondiale le atrocità dell'Olocausto già nel corso della seconda guerra mondiale. Alla memoria dei giusti polacchi è stata anche intitolata una scuola superiore il 1º settembre 2011.